# The Idle Race
The Idle Race foi um grupo britânico de rock da cidade britânica de Birmingham no final da década de 1960 e início da década de 1970 que tinha um estilo próprio e inovador, mas nunca fez sucesso comercial em massa. Além de ser o trampolim para Jeff Lynne, a banda ocupa um lugar de importância na história do pop-rock britânico como um elo entre as bandas The Move, Electric Light Orchestra, Steve Gibbons Band e Mike Sheridan and The Nightriders.

## História
O núcleo do grupo, o guitarrista Dave Pritchard, o baixista Greg Masters e o baterista Roger Spencer, foi relativamente inalterado desde 1959 até fevereiro de 1972. A banda passou por várias encarnações, nomes, guitarristas e vocalistas: primeiro Billy King e depois, com mais sucesso, Mike Sheridan, com quem primeiro chegou à fama e, em 1964,a um contrato com a gravadora EMI. Enquanto Mike Sheridan and The Nightriders não conseguiu abalar os gráficos, a formação da banda durante este período incluíram o jovem guitarrista e compositor Roy Wood, cuja primeira canção comercial "Make Them Understand", apareceu em um lado B de um single da banda em 1965. Wood saiu da banda sem grandes sucessos para se juntar ao então 'supergrupo' The Move em dezembro de 1965. Sheridan deixou o grupo também pouco tempo depois.
The Nightriders batalharam com um novo guitarrista, Johnny Mann, por alguns meses. Quando eles colocaram um anúncio em maio de 1966 por um jovem de substituição, o candidato vencedor foi Jeff Lynne, então um prodígio da guitarra relativamente desconhecido do distrito de Birmingham End Shard. The Nightriders gravou um single para a Polydor, "It's Only The Dog / Your Friend", lançado em novembro de 1966 com Lynne na guitarra. Ansioso para mostrar seu vocal e as habilidades na guitarra, Lynne, bem como o seu estoque cada vez maior de músicas "Beatlescas", o grupo mudou de nome, primeiro para Idyll Race, depois Idle Race. Wood, agora uma grande estrela com The Move se tornou um gráfico de sucesso, ajudou a organizar uma parceria com os produtores Eddie Offord e Chevin Gerald para seus antigos colegas. Em 1967, a Idle Race assinou um contrato com a Liberty Records (que logo se fundiu com a United Artists).
O grupo foi bem recebido pela imprensa musical por suas melodias, letras extravagantes e produção inventiva. Que muitas vezes apareceu na mesma lista com bandas como The Spencer Davis Group, The Who, The Small Faces, Pink Floyd, The Moody Blues, Status Quo, Tyrannosaurus Rex, Yes, Free , e The Move.
Durante este período, a Idle Race foi também, como um membro a chamou mais tarde, como uma banda muito "esquizofrênica". Enquanto os seus registros foram inundados de ganchos melódicos e harmonias alegres, eles foram um ato muito mais pesado em um ambiente ao vivo. Marca início de Lynne em torno dos clubes e colégios era sua capacidade de executar um incomum som de "violino" com sua guitarra, enquanto Masters de vez em quando tocava seu baixo Hofner. Além de material original, sua set list incluiu covers prolongados de "Born To Be Wild" de Steppenwolf, "Purple Haze" do Jimi Hendrix Experience, "Hey Grandma" do Moby Grape, "Blue Blueberry" do The Pipers Lemon, "Love Me Two Times" do The Doors, e uma versão elétrica de "Debora" do Tyrannosaurus Rex. Apesar do respeito dos críticos e admiradores famosos, como os Beatles e Marc Bolan, The Idle Race não cativava o público de forma intensa.
A amizade entre Jeff Lynne e Roy Wood se aprofundou. A demo para o o hit do The Move "Blackberry Way" foi gravado na sala da frente. Lynne chegou a tocar com The Move em duas músicas nessa época. Wood e Lynne falaram muitas vezes sobre trabalhar juntos em um projeto que integrasse instrumentos clássicos dentro de uma linguagem pop/rock. Lynne recebeu uma oferta para substituir Trevor Burton no The Move em fevereiro de 1969 e caiu com a esperança da The Idle Race para o sucesso comercial, apesar disso, produziu o segundo LP da banda para o selo Liberty. O auto-intitulado Idle Race foi finalmente lançado em novembro de 1969 (no Reino Unido). O álbum e os singles do álbum também não subiram no gráfico. Apesar de mais boas críticas, Idle Race, o primeiro álbum a ser produzido por Lynne fracassou.
Em janeiro de 1970, Lynne aceitou uma segunda oferta de Wood para se juntar ao The Move, desde que acabaria por retirar-se a banda e se concentrar em um novo empreendimento, a Electric Light Orchestra. Lynne fez dois álbuns ("Looking On" e "Message from the Country") e um punhado de singles com The Move, incluindo a primeira versão de "Do Ya", que iria regravar em 1976 já com a ELO. The Move, que agora compreende apenas com Wood, Bev Bevan e Lynne, virou ELO permanentemente em 1972.
Enquanto isso, Mike Hopkins (guitarra) e Dave Walker (vocais) foram contratados para substituir Lynne no The Idle Race. Em 1971 a banda produziu seu último álbum, Time Is para Regal Zonophone. A banda acabou e os restos se tornaram a Steve Gibbons Band.

## Discografia

### Álbuns
- The Birthday Party (1968)
- Idle Race (1969)
- Time Is (1971)

### Singles
- "Here We Go 'Round the Lemon Tree" / "My Father's Son"
- "Imposters of Life's Magazine" / "Sitting in My Tree"
- "The Skeleton and the Roundabout" / "Knocking Nails Into My House"
- "The End of the Road" / "Morning Sunshine"
- "I Like My Toys" / "Birthday"
- "Days of Broken Arrows" / "Worn Red Carpet"
- "Come With Me" / "Reminds Me of You"
- "In the Summertime" / "Told You Twice"
- "Neanderthal Man" / "Victim of Circumstance"
- "Dancing Flower" / "Bitter Green"

### Coletâneas
- Impostors of Life's Magazine (1974)
- Best of Idle Race Featuring Jeff Lynne (1990)
- A Message from the Country - The Jeff Lynne Years 1968/1973 (1990)
- Back to the Story (1996)